# The Road to Serfdom
 The Road to Serfdom (De weg naar lijfeigenschap; vaak fout vertaald als De weg naar slavernij) is een boek geschreven door Friedrich Hayek, winnaar van de Prijs van de Zweedse Rijksbank voor economie (bekend als Nobelprijs voor de Economie) in 1974. Het is oorspronkelijk gepubliceerd door Routledge Press in maart 1944 en vervolgens door de Universiteit van Chicago in september 1944. In april 1945 verscheen in Reader's Digest een enigszins verkorte versie van het boek waardoor het meer dan 600.000 lezers bereikte. Het boek is vertaald in ongeveer 20 talen en is opgedragen aan "De socialisten van alle partijen". The Road to Serfdom is een van de meest invloedrijke en populaire uitingen van klassiek liberalisme, libertarisme en een voorloper van het neoliberalisme.
The Road to Serfdom heeft op belangrijke wijze bijgedragen aan de politieke ideologieën van Margaret Thatcher en Ronald Reagan en de concepten van "Reagonomics" en "Thatcherisme". Het leidde ook tot de heropleving van de neoklassieke economie in het Westen en een afname van de Keynesiaanse invloed. 
In dezelfde tijd verscheen The managerial revolution van James Burnham, waarin verkondigd werd dat er een nieuw maatschappijtype aan het ontstaan was, waarin een nieuwe klasse aan de macht kwam: die van de planologen en managers. De New Deal-politiek in de Verenigde Staten, het nationaalsocialisme in nazi-Duitsland, het fascisme in Italië en het stalinisme in de Sovjet-Unie zouden daarvan verschijningsvormen zijn. Dit zou ook een inspiratiebron zijn geweest voor George Orwells roman 1984 (gepubliceerd in 1949). 

## Centrale thesis en argumenten
Hayeks centrale stelling is dat alle vormen van collectivisme logisch en onvermijdelijk leiden tot tirannie. Hij gebruikt de Sovjet-Unie en nazi-Duitsland als voorbeelden van landen die "de weg tot slavernij" hadden afgelegd en tirannie hadden bereikt. Hayek betoogde dat in een centraal geplande economie, de verdeling en de toewijzing van alle middelen en goederen verricht zou moeten worden door een kleine groep, die niet in staat zou zijn om rekening te houden met alle relevante informatie. Onenigheid over de praktische uitvoering van een economisch plan gecombineerd met de ontoereikendheid van het centrale beheer van middelen zou dwang altijd noodzakelijk maken om iets te bereiken. Hayek betoogde verder dat het mislukken van centrale planning door het publiek wordt opgevat als een gebrek aan staatsmacht om een verder goed idee uit te voeren. Deze perceptie zou ertoe leiden dat het publiek voor meer macht voor de staat zou stemmen en zo zou helpen bij de opkomst van een "sterke man" die in staat geacht wordt "de klus te klaren". Na deze ontwikkelingen zou een land onontkoombaar terechtkomen in totalitarisme. Volgens Hayek wordt "de weg naar slavernij" onvermijdelijk ingezet met centrale planning en de ontmanteling van de vrije markt, eindigend in de totale vernietiging van individuele economische en persoonlijke vrijheid.
Hayek stelde dat landen als de Sovjet-Unie en nazi-Duitsland de "weg naar slavernij" al hadden afgelegd, en dat verschillende democratische landen dezelfde weg aan het afleggen waren. "Het principe dat het doel de middelen heiligt wordt in de individualistische ethiek beschouwd als de ontkenning van alle moraal. In collectivistische ethiek wordt het noodzakelijkerwijs de belangrijkste regel."

## Uitgaven in het Nederlands
- De weg naar slavernij, overdruk uit the reader's digest, april 1945
- De weg naar slavernij, vertaald door H.L. Swart en M.J. Swart-Herzogenrath, Holdert, Amsterdam, 1948.
- De weg naar moderne slavernij : waarheen leidt de huidige economische crisis?, vertaald door M.M. van Notten en Boudewijn Bouckaert Acropolis, Brussel, 1980.
- De weg naar slavernij, vertaald door H.L. Swart en M.J. Swart-Herzogenrath, volledig herziene en gecorrigeerde uitgave, Omega Boek, Amsterdam, 1985. ISBN 90-6057-832-5